# Юрій Айрапетян
Ю́рій Суре́нович Айрапетя́н (вірм. Յուրի Հայրապետյան; 22 жовтня 1933, Єреван — 19 квітня 2021) — вірменський педагог, піаніст, Народний артист Вірменської РСР (1976).

## Життєпис
Народився у Єревані. В 1956 р. з відзнакою закінчив Московську консерваторію (клас Я. В. Флієра), а в 1960 р. — аспірантуру (у нього ж). За цей час він добився помітних успіхів, ставши лауреатом конкурсу на V Всесвітньому фестивалі молоді і студентів у Варшаві (друга премія) та Міжнародного конкурсу імені королеви Єлизавети в Брюсселі (1960 рік, восьма премія).
З 1961 р. викладав Єреванській консерваторії (з 1973 р. — доцент, в 1977—1994 р. — декан фортепіанного факультету, з 1978 р. — професор).
З 1994 р. — професор Московської консерваторії. Дає майстр-класи в містах Росії, країнах ближнього й далекого зарубіжжя (Франція, Югославія, Південна Корея, Казахстан).
Багаторазово виступав з оркестрами під керуванням видатних диригентів сучасності (К. Кондрашин, Г. Рождественський, Н. Рахлін, В. Гергієв, Ф. Мансуров, Ніязі й інших), а також в авторських концертах А. І. Хачатуряна під управлінням автора.
Нагороджений медаллю Мовсеса Хоренаці (Республіка Вірменія) за заслуги в галузі виконавства та педагогічної діяльності (2004).